# Robert Bruce Merrifield
Robert Bruce Merrifield (Fort Worth, 15 de julho de 1921 — Cresskill, 14 de maio de 2006) foi um químico estadunidense.
Foi laureado com o Nobel de Química de 1984 pelo seu desenvolvimento de metodologias para a síntese química numa matriz sólida.

## Carreira
No instituto, mais tarde na Universidade Rockefeller, ele trabalhou como assistente para o Dr. D.W. Woolley em um fator de crescimento de dinucleotídeo que ele descobriu na pós-graduação e em fatores de crescimento de peptídeo que Woolley havia descoberto antes. Esses estudos levaram à necessidade de síntese de peptídeos e, eventualmente, à ideia da síntese de peptídeos em fase sólida (SPPS) em 1959. Em 1963, ele foi o único autor de um artigo clássico noJournal of the American Chemical Society no qual relatou um método que ele chamou de "síntese de peptídeos em fase sólida". Este artigo é o quinto artigo mais citado na história da revista.
Em meados dos anos 60, o laboratório do Dr. Merrifield sintetizou pela primeira vez bradicinina, angiotensina, desaminooxitocina e insulina. Em 1969, ele e seu colega Bernd Gutte anunciaram a primeira síntese da enzima ribonuclease A. Esse trabalho comprovou a natureza química das enzimas.
O método do Dr. Merrifield estimulou muito o progresso em bioquímica, farmacologia e medicina, tornando possível a exploração sistemática das bases estruturais das atividades de enzimas, hormônios e anticorpos. O desenvolvimento e as aplicações da técnica continuaram ocupando seu laboratório, onde permaneceu ativo na bancada até recentemente. Em 1993, ele publicou sua autobiografia, "Life during a Golden Age of Peptide Chemistry". Ele recebeu o prêmio Association of Biomolecular Resource Facilities Award por suas contribuições excepcionais às tecnologias biomoleculares em 1998.
A obtenção de sintetizar a ribonuclease A (com Bernd Gutte) foi tanto mais significativa quanto demonstrou que a sequência linear de aminoácidos unidos em ligações peptídicas determinava diretamente a estrutura terciária de um peptídeo ou proteína. Ou seja, que a informação codificada em uma dimensão pode determinar diretamente a estrutura tridimensional de uma molécula.

O SPPS foi expandido para incluir a síntese em fase sólida de nucleotídeos e sacarídeos.